# Das Geständnis der grünen Maske
Das Geständnis der grünen Maske ist ein deutsches Stummfilm-Melodram aus dem Jahre 1916 von Max Mack mit Maria Orska, Alfred Abel und Reinhold Schünzel in den Hauptrollen. 

## Handlung
Graf Herding ist gerade im Begriff, zu seiner heimlichen Verlobten, der Sängerin Marie Otten, zu fahren, da überreicht ihm seine Zofe ein mysteriöses Schreiben. Er schließt den Brief in seinem Schreibtisch ein und fährt anschließend los. An seinem Ziel angekommen, sieht der vor dem Haus wartende Chauffeur einen Mann, der seinen Hut tief ins Gesicht gezogen hat. Besagter Fremde begibt sich zu Graf Herdings Haus und bittet um Einlass. Da der Hausherr gerade bei seiner Verlobten ist, lässt man den Fremden in dessen Arbeitszimmer warten. Dieser durchsucht den dortigen Schreibtisch und findet den von dem Grafen deponierten Brief. Dann verschwindet der Fremde wieder. Beunruhigt darüber, dass Graf Herding bei ihr nicht auftauchte, begibt sich Marie Otten zu Herdings Haus, wo sie ihren Liebsten jedoch nicht auffindet. Einige Zeit später kehrt Herdings Fahrzeug zurück, und zum Entsetzen von Marie wird auf einer Bahre ihr Liebster schwer verletzt in sein Haus hineingetragen. Graf Herding hat eine lebensgefährliche Kopfwunde.
Kriminalkommissar Eilert beginnt mit der Untersuchung. Der Chauffeur erklärt, er habe lange Zeit auf die Rückkehr seines Herrn gewartet und einen Mann mit einer dämonisch wirkenden, grünen Maske kommen sehen. Ihn habe eine böse Vorahnung beschlichen, und er, der Chauffeur, sei daraufhin in das Haus, zu dem er den Grafen gefahren hatte, geeilt. Dort habe er den angeschossenen Herding gefunden. Der Diener des Grafen berichtet dann auch noch von dem ominösen Brief, der im gräflichen Haus abgegeben worden sei. Die Polizei will Einsicht in das Schreiben nehmen, doch als der Schreibtisch geöffnet wird, ist der Brief verschwunden. Als der Diener auch noch von einem Fremden berichtet, der hier, im Schreibzimmer, auf Graf Herding gewartet habe, führt ein Indiz auf die Spur des Grafen Lorris. Als die Polizei Lorris vernehmen will, ist dieser verschwunden, angeblich seit einer Stunde abgereist, wie man den Ermittlern mitteilt. Marie plant nun auf eigene Faust, den Mann mit der grünen Maske, den man für Graf Lorris hält, zu jagen, und ihm ein Geständnis abzuringen. In der Zwischenzeit ist Graf Herding seinen Verletzungen erlegen.
Kommissar Eilert kann dem Wunsch Maries nicht nachkommen, Graf Lorris steckbrieflich suchen zu lassen, denn für seine Schuld gäbe es zu wenig Belege. Ein Geständnis der grünen Maske sei unumgänglich. Blind vor Hass auf denjenigen Mann, der das Leben ihres Liebsten nahm, heftet Marie sich an die Spur des flüchtigen Grafen. Schließlich bringt sie in Erfahrung, dass Lorris sich bei der Gräfin Olsen, einer Bekannten von ihm, aufhalten soll. Marie begibt sich dorthin und lässt sich dem ihr persönlich unbekannten Lorris vorstellen. Der ist augenblicklich von dem aufgesetzten Charme der Sängerin entzückt und glaubt, dass sie seine Gefühle erwidert. Marie Otten will vorsichtig vorfühlen, welche Gründe Lorris für sein Handeln hatte und findet bei einem Gespräch mit ihrem Erzfeind, dass dieser mit Graf Herding zumindest bekannt war. Lorris kommt sogar einer Einladung Maries zum Tea for Two nach. Sie will ihm unbedingt das Geständnis abtrotzen, nicht nur der Mann mit der grünen Maske zu sein, sondern auch den Mord an ihrem Verlobten verübt zu haben. Marie überkommen allmählich Zweifel an der Schuld Graf Lorring, denn der wird ihr von Mal zu Mal sympathischer. Auf ihre direkte Frage hin, ob er am Tod Herdings Schuld trage, verneint er dies.
Graf Lorris erzählt nun, was sich in besagter Nacht wirklich zugetragen hatte. Er nahm an, dass seine Braut ihn betrügen würde und schlich ihr, mit der grünen Maske vor dem Gesicht, um nicht sofort erkannt zu werden, nach. Tatsächlich ging seine Braut fremd und das ausgerechnet mit Graf Herding. Wie unter Adeligen üblich, sollte ein Ehrenhändel die Situation bereinigen: Ein Amerikanisches Duell! Herding verlor die Auslosung und musste sich, den Regeln entsprechend, selbst erschießen. Nun rückt Lorris, der Mann mit der grünen Maske, auch den Brief heraus, den er aus Herdings Schreibtisch entwendet hatte. Der beinhaltet eine Einladung der untreuen Lorris-Braut an Herding zum Rendezvous. Jetzt, wo alle Mysterien rund um den Mann mit der grünen Maske geklärt sind, steht einem neuen Glück von Lorris und Marie nichts mehr entgegen. Da man aber Lorris soeben mitgeteilt hat, dass seine Mutter die Aufregungen der Hausdurchsuchung infolge der Ermittlungen bezüglich der „grünen Maske“ nicht überlebt habe, tritt sofort höchste Verzweiflung in Maries Gesicht. Sie erklärt Lorris, dass sie nichts von Herdings Fremdgeherei wusste, fühlt sich aber zutiefst schuldig. Da sie Lorris’ Mienenspiel entnehmen kann, dass er ihr den Tod der eigenen Mutter nicht verzeihen werde, schluckt sie in größter Verzweiflung Gifttropfen und stirbt.

## Produktionsnotizen
Das Geständnis der grünen Maske, auch bekannt unter dem Zweittitel Der grüne Dämon, entstand wohl im Sommer 1916 im Greenbaum-Film-Atelier in Berlin-Weißensee und wurde im September desselben Jahres in Berlins Marmorhaus uraufgeführt. Der Dreiakter besaß  eine Länge von etwa 1420 Meter. In Österreich lief dieser Orska-Film am 19. Januar 1917 an.
Die Filmbauten gestaltete Heinrich C. Richter.

## Kritiken
Die Kinematographische Rundschau urteilte: „Ein wirklich hochklassiges Bild, das sich, abgesehen von der starken spannenden Handlung und den meisterhaften Leistungen auch noch durch eine hervorragende Inszenierung auszeichnet. Sämtliche Rollen sind von guten Schauspielern besetzt, namentlich ist es aber die Kunst Maria Orskas, die im Vereine mit ihrer originellen Eigenart eine hinreißende Wirkung ausübt.“
Das Neue Wiener Tagblatt befand, Das Geständnis der grünen Maske sei „ein Bild von stärkster dramatischer Wirkung und spannender Handlung.“